# Consenso approssimativo
Il consenso approssimativo è, nei sistemi di decisione basati sul metodo del consenso, l'"orientamento del gruppo" riguardo a un particolare aspetto preso in esame. È stato definito come "il punto di vista dominante" di un gruppo come determinato dal relativo coordinatore. Il termine in primo luogo è stato usato dall'Internet Engineering Task Force (IETF) nella descrizione delle relative procedure per i gruppi di lavoro. Il consenso approssimativo è parte di altre forme di risoluzione di consenso, come per esempio il metodo del consenso dei quaccheri.
I mezzi per stabilire il consenso approssimativo sono stati descritti dallo IETF (1998) come segue:
(Guida di riferimento e procedure dei Gruppi di Lavoro dello IETF)